# Busy Philipps
Elizabeth Jean 'Busy' Philipps (Oak Park, 25 juni 1979) is een Amerikaans televisie- en filmactrice. Ze was voor het eerst te zien in de televisieserie Freaks and Geeks en een jaar daarna in Dawson's Creek. In 2000 debuteerde ze als filmactrice in The Smokers.
Philipps trouwde in juni 2007 met scriptschrijver Marc Silverstein (van onder meer He's Just Not That Into You). Samen hebben ze twee dochters

## Filmografie
- Mean Girls (2024)
- DC League of Super-Pets (2022, stem)
- I Feel Pretty (2018)
- FML (2016)
- The Gift (2015)
- Jason Nash Is Married (2014)
- Made in Cleveland (2013)
- A Case of You (2013)
- I Don't Know How She Does It (2011)
- He's Just Not That Into You (2009)
- Made of Honor (2008)
- Family Guy Presents Stewie Griffin: The Untold Story (2005, stem)
- White Chicks (2004)
- Mummy an' the Armadillo (2004)
- Foster Hall (2004, televisiefilm)
- Criminology 101 (2003, televisiefilm)
- Home Room (2002)
- Spring Break Lawyer (2001, televisiefilm)
- Anatomy of a Hate Crime (2001, televisiefilm)
- The Smokers (2000)

## Televisieseries
*Exclusief eenmalige gastrollen
- Cougar Town - Laurie Keller (2009 - 2015)
- Terminator: The Sarah Connor Chronicles - Kacy Corbin (2008-2009, vijf afleveringen)
- ER - Hope Bobeck (2006-2007, veertien afleveringen)
- Love, Inc. - Denise Johnson (2005-2006, tien afleveringen)
- Dawson's Creek - Audrey Liddell (2001-2003, 46 afleveringen)
- Freaks and Geeks - Kim Kelly (1999-2000, achttien afleveringen)